# Brigada de Infantería de Defensa Operativa del Territorio
La Brigada de Infantería de Defensa Operativa del Territorio fue un tipo de brigada creada en España a mediados de los años sesenta. Inspirada en el modelo francés de la época, buscaba proteger el territorio de la respectiva región militar frente a posibles enemigos externos o internos, y servir de base para la movilización de reservas en caso de que fuera necesario.

## Historia
En 1965 se publicó una reorganización del Ejército de Tierra siguiendo el modelo implementado recientemente por el Ejército de Tierra francés, con las unidades agrupadas en dos grandes conjuntos, uno denominado la Fuerza de Intervención Inmediata (FII) y el otro las Fuerzas de Defensa Operativa del Territorio (DOT). La FII incluía tres divisiones equipadas con carros de combate –una acorazada, una mecanizada y una motorizada– una brigada de caballería, una brigada paracaidista y una nueva brigada aerotransportable, más unidades de apoyo para un cuerpo de ejército. Las Fuerzas DOT incluirían dos divisiones de montaña, una brigada de alta montaña, una brigada de infantería de reserva, otras unidades menores de reserva, las fuerzas de guarnición de África, Canarias, Baleares y de costa, así como nueve nuevas Brigadas de Infantería de Defensa Operativa del Territorio, una por cada una de las regiones militares peninsulares. Las Fuerzas DOT tenían como misión tanto la defensa de su área de operaciones, contra los enemigos exteriores y la subversión interna, como la movilización de las reservas en caso de conflicto. Las unidades de la FII recibieron el material más moderno con el que contaba el Ejército, y sus unidades activas tenían plantillas cubiertas en su totalidad, mientras que las unidades DOT muchas veces no contaban con el equipo reglamentario y tenían sus plantillas cubiertas solo parcialmente. Inicialmente, dos de las nuevas brigadas, las estacionadas en Asturias y en Galicia –algunas de las zonas con más intensa actividad guerrillera en la posguerra– incluyeron Unidades de Operaciones Especiales especialmente entrenadas para la guerra anti-subversiva, irregular y de guerrillas. Posteriormente, Compañías de Operaciones Especiales fueron adscritas a todos los regimientos de infantería en armas de las brigadas DOT.
Las Brigadas de Infantería DOT desaparecieron durante la reorganización del Ejército de Tierra que concluyó en 1989. La de la VI Región Militar se transformó en una de las dos brigadas de montaña integradas en la División «Navarra», y las demás fueron disueltas, con la excepción de algunas de las Compañías de Operaciones Especiales que fueron integradas en Grupos de Operaciones Especiales.

## Organización

Plantilla organizativa típica de una Brigada de Infantería de Defensa Operativa del Territorio

En tiempo de paz, cada una de las nueve Brigadas de Infantería de Defensa Operativa del Territorio estaban constituidas con la siguiente plantilla:
- Cuartel General y Compañía de Cuartel General, con los medios suficientes para mandar el doble de los efectivos normales de la brigada
- Dos regimientos de infantería en armas -cada uno con una Plana Mayor, un batallón de infantería y una compañía de operaciones especiales– y uno en cuadro –contando sólo con los cuadros de mando y una Plana Mayor reducida
- Un regimiento de artillería con un grupo de obuses 105/26 y un grupo de cañones 122/46, con uno de los grupos en armas y el otro en parque (con material pero sin personal)
- Un batallón mixto de ingenieros con una compañía de zapadores y otra de transmisiones
- Un grupo ligero de caballería motorizada
- Una agrupación mixta de encuadramiento (A.M.E.) con la misión de facilitar la creación de unidades para reforzar las FII y la propia brigada

Las brigadas DOT no contaban con los suficientes apoyos logísticos orgánicos como para poder actuar como una gran unidad autónoma, teniendo que depender del apoyo de los servicios logísticos de la región militar respectiva. Al principio los grupos de caballería de las brigadas sólo contaban con un escuadrón equipado con vehículos ligeros. En 1973 cada grupo recibió seis blindados ligeros AML, ampliados a trece en 1976, a los se añadieron once carros ligeros M41 poco después, excedentes de otras unidades del Ejército que habían recibido materiales más modernos.